# Itatiaiuçu
Itatiaiuçu es un municipio brasileño del estado de Minas Gerais. Su población estimada en 2018 es de 11 037 habitantes, según el Instituto Brasileño de Geografía y Estadística (IBGE). Integra la región metropolitana de Belo Horizonte.

## Toponimia
Itatiaiuçu es un término de origen tupí que significa «gran piedra puntiaguda», a través de la unión de los términos itá (piedra), atîaî (puntiagudo) y usu (grande).

## Historia
Primitivamente, la región era habitada por cataguás, embuabas y otras tribus, diezmadas por los colonizadores portugueses, a partir de 1710, siendo las tierras ocupadas por bandeirantes. Muchos acabaron por fijarse en el lugar, a las márgenes del río Veloso donde, más tarde, surgiría una población. La búsqueda del oro en Minas Gerais y Goiás atrajo nuevos pobladores.
El distrito de Itatiaiussu fue creado en 1850 y subordinado en 1891 al municipio de Bonfim. En 1901 fue transferido al municipio de Itaúna. En 1948 la grafía es modificada a Itatiaiuçu y en 1962 obtiene la autonomía como municipio.

## Clima
Según la clasificación climática de Köppen, el municipio se encuentra en el clima tropical de altitud Cwa.